# Je ne dirai rien
Singles de Black M
Profiter de ma life
(2014) Je garde le sourire
(2014)
Singles par The Shin Sekaï
Mes torts
(2014) Deuxième fois
(2015)
Je ne dirai rien est un single musical de Black M featuring The Shin Sekaï et Doomams, extrait de l'album Les Yeux plus gros que le monde.

## Classements
| Classement (2014-2015)                  | Meilleure position |
| --------------------------------------- | ------------------ |
| Belgique (Flandre Ultratip 100)         | 12                 |
| Belgique (Flandre Ultratop R&B/Hip-Hop) | 18                 |
| Belgique (Wallonie Ultratop 50 Singles) | 21                 |
| France (SNEP)                           | 9                  |